# Eupodoctis indicus
Eupodoctis indicus is een hooiwagen uit de familie Podoctidae.